# Parco statale Cuyamaca Rancho
Il parco statale Cuyamaca Rancho è un parco statale nella Contea di San Diego, California.
La sua superficie è di 105 km².